# 新疆図書館駅
新疆図書館駅（しんきょうとしょかんえき、中文表記: 新疆图书馆站、ウイグル語表記:  شىنجاڭ كۈتۈپخانىسى）は、中華人民共和国新疆ウイグル自治区ウルムチ市新市区に位置するウルムチ地下鉄1号線の駅である。

## 歴史
- 2018年10月25日: 1号線の駅として開業[1]。

## 隣の駅
ウルムチ地下鉄
■1号線
八楼駅 - 新疆図書館駅 - 中営工駅